# Samuele Dalla Bona
Samuele Dalla Bona – detto Sam – (San Donà di Piave, 6 febbraio 1981) è un ex calciatore italiano, di ruolo centrocampista.

## Carriera

### Club

#### Chelsea
Si fa notare nelle giovanili dell'Atalanta e a 17 anni, dopo che gli è stata consegnata la Targa Pisani come miglior giovane che si è messo in luce durante l'annata, nell'ottobre 1998, è acquistato dal Chelsea, club inglese. Nella stagione 1998-1999 vince la scarpa d'oro del Chelsea segnando 16 goal con la Squadra Riserve e venendo nominato Chelsea's young player dell'anno.
Debutta in prima squadra la stagione seguente, nella partita di Champions League contro il Feyenoord mentre l'esordio in Premier League avviene contro il Coventry il 12 aprile 2000 con Gianluca Vialli sulla panchina dei Blues. Con la partenza di due centrocampisti storici della squadra, Dennis Wise e Gustavo Poyet, nel 2001 Dalla Bona conquista la fiducia di Claudio Ranieri e un posto da titolare, totalizzando 32 presenze e 2 gol nel 2001-2002. Il primo lo segna contro l'Everton.
Dopo questa importante annata, arriva un'allettante proposta da parte del Venezia di Maurizio Zamparini disposto a pagare 5 milioni di sterline per il talentuoso centrocampista. Samuele però vuole continuare la sua avventura al Chelsea e rifiuta il trasferimento, cosa che gli costa la momentanea esclusione dalla prima squadra e che porta all'acquisto di Frank Lampard. Ranieri però lo reintegra in rosa e Dalla Bona gioca un campionato ad altissimi livelli nonostante la sua giovane età, segnando quattro goal.

#### Il ritorno in Italia
Dopo essersi rifiutato di firmare il rinnovo del contratto, è messo sul mercato e passa al Milan nel luglio 2002, dopo 73 partite ufficiali e 6 gol con il Chelsea. La società rossonera spende un milione di sterline per averlo.
Con i rossoneri vince la Champions League 2002-2003 competizione nella quale colleziona 6 presenze, e la Coppa Italia nella quale segna contro il Chievo Verona, ma non riesce a battere la concorrenza di Gennaro Gattuso, Clarence Seedorf e Andrea Pirlo. Così l'anno dopo si trasferisce in prestito al Bologna. In rossoblu Dalla Bona partecipa attivamente alla salvezza del club segnando il goal decisivo contro il Siena nel finale di campionato. Nell'estate 2004 firma con il Lecce, dove viene impiegato costantemente dall'allenatore Zdeněk Zeman. 36 presenze e 6 goal in campionato più uno in Coppa Italia sono il bilancio di un'annata estremamente positiva per Dalla Bona. Nel 2005 è ceduto in prestito alla Sampdoria dove, nonostante un rendimento fatto di alti e bassi, gioca con regolarità quasi tutta la stagione.

#### Napoli
Alla fine della stagione torna al Milan e il 10 agosto 2006 è acquistato a titolo definitivo dal Napoli, neopromosso in Serie B, firmando un contratto quadriennale. Durante il campionato colleziona diverse presenze e tre gol, di cui uno spettacolare alla prima giornata di campionato contro il Treviso con un tiro al volo di sinistro da 20 metri. Con il Napoli raggiunge la promozione in Serie A segnando ancora una volta un goal decisivo e fornendo 2 assist vincenti nella partita contro l'Hellas Verona al Bentegodi.
Nella stagione 2007-2008 non trova quasi mai spazio nella squadra. Il direttore Marino ne esalta le doti tecniche e le qualità tattiche davanti ai media e viene riconfermato anche per la stagione successiva ma, a causa di dissapori ed incomprensioni con il tecnico Edy Reja, non viene mai utilizzato in campionato. Le sue presenze in campo si limitano ad una nel preliminare di Coppa UEFA ma nonostante ciò viene riconfermato anche per la stagione successiva. Non viene poi mai utilizzato in campionato e colleziona una sola presenza nel preliminare di Coppa UEFA e una in Coppa Italia segnando contro la Lazio dopo 3 mesi di lontananza dai campi da gioco.
Il 4 febbraio 2009 rescinde consensualmente il contratto. Vola nel Regno Unito dove si allena per un mese con il Fulham di Roy Hodgson, ma intoppi burocratici ne impediscono il tesseramento. Stessa sorte con il West Ham guidato dal suo ex compagno Gianfranco Zola. Torna in Italia e si allena con il Domegliara, squadra italiana veronese di Serie D. Non avendo trovato una nuova squadra, il 1º luglio 2009 torna al Napoli.

#### La breve esperienza in Grecia e il ritorno in Italia
Il 7 agosto 2009 viene ceduto in prestito annuale ai greci dell'Iraklis, dove, a causa di una forte tendinite, totalizza solo due presenze. In seguito ai problemi finanziari del club greco, Dalla Bona il 1º febbraio 2010 si trasferisce in prestito all'Hellas Verona, in Lega Pro Prima Divisione. Segna il suo primo gol con la maglia del Verona contro il Rimini durante la sfida play off (la partita terminerà 1-0 per il Verona). Gli scaligeri, che mancano la promozione, non riscattano il cartellino e, scaduti i termini del prestito, rientra al Napoli.

#### Il ritorno all'Atalanta e il passaggio al Mantova
Il 31 agosto 2010 ritorna nella società in cui è cresciuto calcisticamente, l'Atalanta, con la formula del prestito con diritto di riscatto. L'esordio avviene il 27 ottobre nella partita di Coppa Italia contro il Livorno giocando tutti i novanta minuti. Non è mai impiegato in campionato per problemi motivazionali e fisici. Durante la primavera 2011 il padre Luigi si ammala gravemente e tornato al Napoli a fine stagione, con contratto in scadenza nel 2013, viene messo fuori rosa e svolge la preparazione a Bergamo.
Per restare il più vicino possibile al genitore in fin di vita, il 31 agosto 2011 rescinde consensualmente con il Napoli e firma per il Mantova neopromosso in Lega Pro Seconda Divisione, club geograficamente più vicino a Portogruaro, città dove vive la sua famiglia. Fa il suo esordio il 26 ottobre durante la partita contro l'Alessandria finita 1-1. Colleziona otto presenze in campionato e a fine stagione rifiuta offerte dall estero e smette.
Ha il patentino di allenatore "Uefa B".

## Statistiche

### Presenze e reti nei club
| Stagione        | Squadra         | Campionato      | Campionato | Campionato | Coppe nazionali | Coppe nazionali | Coppe nazionali | Coppe continentali | Coppe continentali | Coppe continentali | Altre coppe | Altre coppe | Altre coppe | Totale | Totale |
| Stagione        | Squadra         | Comp            | Pres       | Reti       | Comp            | Pres            | Reti            | Comp               | Pres               | Reti               | Comp        | Pres        | Reti        | Pres   | Reti   |
| --------------- | --------------- | --------------- | ---------- | ---------- | --------------- | --------------- | --------------- | ------------------ | ------------------ | ------------------ | ----------- | ----------- | ----------- | ------ | ------ |
| 1999-2000       | Chelsea         | PL              | 2          | 0          | FACup+CdL       | 0               | 0               | UCL                | 1                  | 0                  | -           | -           | -           | 3      | 0      |
| 2000-2001       | Chelsea         | PL              | 29         | 2          | FACup+CdL       | 1+0             | 0               | CU                 | 2                  | 0                  | CS          | 0           | 0           | 32     | 2      |
| 2001-2002       | Chelsea         | PL              | 24         | 4          | FACup+CdL       | 6+5             | 0               | CU                 | 3                  | 0                  | -           | -           | -           | 38     | 4      |
| Totale Chelsea  | Totale Chelsea  | Totale Chelsea  | 55         | 6          |                 | 12              | 0               |                    | 6                  | 0                  |             | 0           | 0           | 73     | 6      |
| 2002-2003       | Milan           | A               | 4          | 0          | CI              | 6               | 1               | UCL                | 6                  | 0                  | -           | -           | -           | 16     | 1      |
| 2003-2004       | Bologna         | A               | 19         | 3          | CI              | 3               | 0               | -                  | -                  | -                  | -           | -           | -           | 22     | 3      |
| 2004-2005       | Lecce           | A               | 36         | 6          | CI              | 3               | 1               | -                  | -                  | -                  | -           | -           | -           | 39     | 7      |
| 2005-2006       | Sampdoria       | A               | 29         | 0          | CI              | 4               | 0               | CU                 | 5                  | 0                  | -           | -           | -           | 38     | 0      |
| 2006-2007       | Napoli          | B               | 32         | 3          | CI              | 5               | 1               | -                  | -                  | -                  | -           | -           | -           | 37     | 4      |
| 2007-2008       | Napoli          | A               | 2          | 0          | CI              | 3               | 1               | -                  | -                  | -                  | -           | -           | -           | 5      | 1      |
| 2008-2009       | Napoli          | A               | 0          | 0          | CI              | 0               | 0               | CU                 | 1                  | 0                  | -           | -           | -           | 1      | 0      |
| Totale Napoli   | Totale Napoli   | Totale Napoli   | 34         | 3          |                 | 8               | 2               |                    | 1                  | 0                  |             |             |             | 43     | 5      |
| 2009-gen. 2010  | Iraklis         | SL              | 2          | 0          | CG              | 1               | 0               | -                  | -                  | -                  | -           | -           | -           | 3      | 0      |
| gen.-giu. 2010  | Verona          | 1D              | 2+2        | 0+1        | CI+CI-LP        | 0               | 0               | -                  | -                  | -                  | -           | -           | -           | 4      | 1      |
| 2010-2011       | Atalanta        | B               | 0          | 0          | CI              | 1               | 0               | -                  | -                  | -                  | -           | -           | -           | 1      | 0      |
| 2011-2012       | Mantova         | 2D              | 8          | 0          | CI              | 0               | 0               | -                  | -                  | -                  | -           | -           | -           | 8      | 0      |
| Totale carriera | Totale carriera | Totale carriera | 189+2      | 18+1       |                 | 38              | 4               |                    | 18                 | 0                  |             | 0           | 0           | 247    | 23     |

## Palmarès

### Club

#### Competizioni giovanili
- Campionato Primavera: 1

Atalanta: 1997-1998
- Trofeo Dossena: 1

Atalanta: 1997

#### Competizioni nazionali
- Coppa d'Inghilterra: 1

Chelsea: 1999-2000
- Community Shield: 1

Chelsea: 2000
- Coppa Italia: 1

Milan: 2002-2003
- Campionato italiano di Serie B: 2

Napoli: 2006-2007
Atalanta: 2010-2011

#### Competizioni internazionali
- UEFA Champions League: 1

Milan: 2002-2003